# Registre fòssil
Un registre fòssil és una zona de fòssils, i la totalitat dels objectes que l'envolten, així com la seva situació en formacions rocoses.
El registre fòssil és una de les fonts primàries de dades rellevants per a l'estudi de l'evolució. Els científics examinen els fòssils per entendre el procés evolutiu i la manera en què una espècie en particular ha evolucionat.
El geòleg William Smith, un enginyer de canals anglès, va observar que roques de diferents eres (basades en la llei de superposició) preservaven diferents conjunts de fòssils, i que aquests conjunts se succeïen en un ordre regular i que es podia determinar. Va observar que roques trobades en llocs distants entre si es podien correlacionar segons els fòssils que contenien. Va anomenar aquest fet «principi de successió faunística».
Smith, que va precedir Charles Darwin, no coneixia la idea d'evolució biològica i no sabia per què tenia lloc la successió faunística. L'evolució biològica ho explica: a mesura que diferents organismes evolucionen, canvien i s'extingeixen, deixen fòssils. La successió faunística va ser una de les principals proves que va citar Darwin per argumentar que l'evolució biològica havia tingut lloc.
El registre fòssil i la successió faunística formen la base de la ciència de la bioestratigrafia, o la identificació de l'antiguitat de les roques a partir dels fòssils que contenen. Durant els primers 150 anys de la geologia, la bioestratigrafia i la superposició eren els únics mitjans per a determinar l'antiguitat relativa de les roques.
Alguns observadors estan perplexos per la raresa d'espècies de transició. L'explicació convencional d'aquesta raresa va ser donada per Darwin, que va afirmar que «l'extrema imperfecció del registre geològic», en combinació amb la curta durada i reduït abast geogràfic de les espècies de transició, fa que sigui improbable que tals fòssils fossin trobats. Dit més simplement, les condicions en què té lloc la fossilització són bastant rares; i és altament improbable que un organisme deixi un fòssil. Niles Eldredge i Stephen J. Gould van desenvolupar la teoria d'equilibri puntuat, en part per explicar el patró que segueix l'estasi i l'aparició sobtada en el registre fòssil.
Des de la segona part del segle xx, mètodes de datació absoluta, tals com la datació radiomètrica (que inclou la datació amb potassi-argó, argó-argó, urani-plom i la datació basada en el carboni 14, que només funciona per al passat molt recent, els 50.000 anys anteriors a l'actualitat), han mostrat que els fòssils més antics coneguts daten de fa 3.500.000.000 anys. Diversos mètodes han estat utilitzats, i s'usen encara avui en dia, segons la geologia i el context locals, i mentre que hi ha algunes divergències entre els resultats d'aquests mètodes de datació, gairebé tots donen indicis d'una Terra molt antiga, d'aproximadament 4.600.000.000 anys (vegeu Taula dels temps geològics).